# MTV Millennial Awards 2015
MTV Millennial Awards 2015 aconteceu em 10 de junho de 2015 no Pepsi Center na Cidade do México. A premiação é organizada e transmitida pela MTV Latinoamerica. E teve como anfitriões,  Mauricio 'El Diablito' Barrientos e a atriz mexicana Tessa Ia.

## Performances
| Artista(s)           | Música(s)                           |
| -------------------- | ----------------------------------- |
| Carly Rae Jepsen     | "Call Me Maybe & I Really Like You" |
| Echosmith            | "Cool Kids & Come Together"         |
| Enjambre             | "Hematofago & Mania Cardíaca"       |
| J Balvin             | "6 AM & Ay Vamos"                   |
| Tan Bionica          | "Hola mi vida"                      |
| Caloncho & Siddartha | "Loco"                              |

## Indiciados e Vencedores
Abaixo a lista de indicados, os vencedores estão em negrito:

### Ícone digital do ano
- Chumel Torres
- Fernanfloo
- Galatzia
- Juan Pa Zurita
- Juan Pablo Jaramillo
- Mario Bautista

### Twitteiro do ano
- Chumel  Torres
- Galatzia
- Belinda
- La Dra

### Vício digital do ano
- Grupos de Whatsapp
- Dubsmash
- Snapchat
- Tinder

### Viral do ano
- Mc Dinero
- Ice Bucket Challenge
- A cor do vestido
- Spider Dog

### Epicfail
- A queda da Madonna
- Kim Kardashian copiando sua filha
- Lolita Ayala se afoga
- Miley + Bandeira do México

### Viner do ano
- Juanpa Zurita
- Juca
- Mario Bautista
- Rix

### Instagramer argentino do ano
- Lali
- Julian Serrano
- China Suárez
- Candelaria Tinelli
- Oriana Sabatini
- Ezequiel Lavezzi

### Instagramer mexicano do ano
- Eiza González
- Jos Canela de CD9
- Belinda
- Polo Morín
- Danna Paola
- Dulce Maria

### Instagramer colombiano do ano
- Maluma
- J Balvin
- Juana Martínez
- SoyMarioRuiz
- Sofía Vergara
- James Rodríguez

### Instagramer global do ano
- Kylie Jenner
- Taylor Swift
- Miley Cyrus
- Cara Delevigne
- Ariana Grande
- Cameron Dallas

### DIYer do Ano: os melhores tutoriais
- PP Mussas
- Miranda Ibáñez
- Craftingeek
- Miumikumiau

### Celebrity Dubsmash
- Polo Morín + Cast de “Mi corazón es tuyo"
- José Ron + Ela Velden de “Muchacha Italiana Viene a Casarse”
- Regina Blandón
- James Rodríguez
- Lali
- James Rodríguez

### Filmes do ano
- The Hunger Games: Mockingjay – Part 1
- Velozes e Furiosos 7
- Whiplash
- Bob Esponja
- The Interview
- Divergente: Insurgente

### Melhor série para mover o sofá
- Game of Thrones
- The Walking Dead
- Better Call Saul
- Modern Family

### Casal em chamas
- Mane e Tadeo “Acapulco Shore Temporada 1”
- Paulina Goto e Juan Pablo Gil “Meu Coração é Teu”
- Aislinn Derbez e Mauricio Ochman “A la Mala”
- YosStop e Luis Carlos Muñoz “Desubicados”

### YoSiTeDoyLikePapi Del año
- Alexx Strecci
- Jos Canela
- Polo Morín
- Sebastián Villalobos

### YoSiTeDoyLikeMami Del año
- Frida Sofía
- Aislinn
- Daniela Bos
- Brenda Asnicar

### Artista do ano - Argentina
- Maxi Trusso
- Banda de turistas
- Tan Biónica
- Airbag
- Los auténticos decadentes
- Axel

### Artista do ano - Colômbia
- J Balvin
- Alkilados
- Nicolás Mayorca
- Don Tetto
- Naty Botero
- Piso 21

### Artista do ano - México
- Zoé
- Enjambre
- Camila
- CD9
- Kinky
- Ha*Ash

### Vídeo do ano
- Zoé – “Fin de semana” – Dir. León Larregui
- Banda de turistas – “Delivery de milagros” — Dir. Milton Kremer
- Natalia Lafourcade – “Hasta la raíz” — Dir. Alfonso Ruiz Palacios
- Porter – “Huitzil” — Dir. Jorge Camarena
- Javiera Mena – “La Joya” — Dir. Dani Cardona y Vladimir Crvenkovic
- Siddhartha ft. Caloncho – “Loco” — Dir. Rodrigo Robles

### Hit do ano
- Panda – “Usted”
- J Balvin – “Ay vamos”
- CD9 – “ Me equivoqué”
- Camila – “Perdón”
- Dulce María – “O lo haces tú o lo hago yo”
- Ha*Ash – “Lo aprendí de ti”

### Hit internacional do ano
- Taylor Swift – “Blank Space”
- Ariana Grande – “One Last Time”
- Mark Ronson ft. Bruno Mars – “Uptown Funk”
- Maroon 5 – “ Sugar”
- Ed Sheeran – “Thinking Out Loud”
- Imagine Dragons – “I Bet My Life”

### Artista buzz
- Mario Bautista (México)
- Callate Mark (Argentina)
- Caloncho (México)
- Dominic (Colombia)

### Colaboración del año
- Siddhartha ft. Caloncho – “Loco”
- Kinky ft Carla Morrison – “A dónde van los muertos”
- Alkilados ft. Farruko – “El Orgullo”
- Nicolás Mayorca ft. Cali y Dandee – “Mi Canción”

## Ligações Externas
- Sitio oficial